# 딱총새우

## 개요
생이하목에 속하는 딱총새우과의 생물들의 총칭으로 작게는 그 중 딱총새우속의 딱총새우(Alpheus brevicristatus)를 칭한다.  비슷한 느낌의 생물은 딱총새우와 같이 특이한 신체구조를 이용하여 사냥하는 갯가재가 있다.

## 외형
크기는 3cm~5cm사이로 자라며 이마뿔은 짧고 두 쌍의 촉각은 자루가 두꺼워서 위에서 보면 협각류의 협각처럼 보인다. 일반적인 새우와 비슷해보이나 크게 발달한 쪽의 집게발은 사냥에 이용하고, 나머지 한 쪽은 섭식에 이용한다.

## 서식지
해변의 모래 진흙에 산다. 우리나라에는 큰발딱총새우, 긴발딱총새우,홈발딱총새우 등이 서식한다. 얕은 바다의 바닥에서 저서 생활을 한다. 진흙이나 모래로 된 부드러운 바닥지대 혹은 해초밭이나 산호초에 분포한다.

## 집게발
새우 몸의 절반보다 큰, 불균형으로 큰 집게발은 딱총새우의 사냥 수단이다. 집게발은 몸의 한쪽 팔에 있으며, 대부분의 새우 집게발과 달리 끝에 이형적인 외형을 지닌 집게발이 있다. 그 집게발은 가히 권총이라고 불릴 수 있는 위력을 가지고 있다. 관절을 통해 "방아쇠" 부분은 직각으로 뒤로 움직여 놓으면 집게발의 반대 부분에 부딪혀 엄청나게 강력한 열과 기포을 방출하는데, 이것의 위력은 딱총새우의 크기에 몇 배에 달하는 물고기도 기절시키고 작은 유리병을 깨뜨릴 수 있을 정도의 위력을 지녔다. 이 집게발로 인해 딱총새우는 지구에서 가장 시끄러운 생물이라고 봐도 되는데 집게발을 부딪힐 때  들리는 소리는 자그마치 210데시벨이 넘어간다. 사냥감을 겨냥한 집게발는 1ms 이내로 닫히는데, 이는 딱총새우만이 가진 특유의 이형적인 근육구조 덕에 집게를 뒤로 젖히면서 막대한 에너지가 모이기 때문이다. 닫힌 집게발은 방아쇠의 역할을 해주는 부분이 집게발 방아쇠의 반대쪽에 있는 오목하게 튀어나온 부분과 강하게 부딪히는데, 집게발 사이에서 모여있던 물이 빠른 속도와 높은 압력으로 제트의 위력로 분사되면서 기화되어 공동기포를 만들어낸다. 이 기포는 곧 주변 물의 압력에 무너지기 시작하면서 기포의 내부는 한순간 태양의 표면온도와 가까운 5,000K정도 까지 올라가며 이로 인해 순간적으로 음발광까지 일으킨다. 적중당한 사냥감은 기포가 만든 강력한 충격파에 기절하기도 하고, 정통으로 맞았거나 사냥감의 크기가 작은 경우 맞은 그대로 죽어버리기도 한다. 
이런 식으로 공동기포가 주변 물의 압력에 무너지기 시작하며 충격파를 만들어내는 현상을 공동현상이라 부르는데, 해당 현상은 수중에서 돌아가는 프로펠러에서도 가끔 일어나 그 충격파로 프로펠러가 손상이 되곤 한다고 하며, 2019년부터 한국환경산업기술원은 서강대 기계공학과 이승엽 교수 연구팀과 함께 나노 크기의 공기방울을 대량 발생시키고 동시에 발생된 공기 방울을 터뜨려서 충격파를 발생시키는 장치를 개발하는 중에 있는데, 해당 장치로 녹조를 제거할 계획을 세우고 있다고 한다. 보통 녹조는 크기가 작고 단단해 세포벽을 부수는 게 정말 어려운데 이걸 국내 연구팀이 세계 최초로 연구하고 있다고한다.
일부 딱총새우 종는 이렇게 집게발로 내는 소리로 의사전달 및 소통을 한다고 한다.

## 생태
일부 딱총새우 종은 망둑어와 공생을 하기도 한다. 주거지 제작이 힘든 망둑어 대신 딱총새우가 자신이 만든 은신처에 망둑어를 들여보내주는 대신 딱총새우보다 시야각이 넓고 시력이 좋은 망둑어는 은신처 주변의 위협을 감지하고 특유의 꼬리 움직임을 이용하여 딱총새우에게 앞서 경고한다. 공생 관계가 깊은 종들은 자신의 더듬이를 망둑어에게 붙여두어 망둑어와 멀리 떨어지지 않도록 거리를 유지하며 살아간다. 이러한 생존 방식은 딱총새우가 주거지를 만들기 쉬운 산호초 지대에서 많이 보인다고 한다. 해수 수족관에서도 두 생물을 세트로 해서 판매하는 경우가 가끔 있는데, 해당 두 생물이 공존하는 것을판매하려는 수족관 사장들의 말에 따르면 아주 가끔 입고되는 수준이라고 한다. 와치맨 고비라는 해수어와 공생이 가능해서, 많은 해수어를 키우는 취미를 가진 사람들이 둘을 같이 키우려고 하는 경우가 많은 편이다.
세이마뿔딱총새우속에서 사회적 행동이 발견되기도 했다 . 세이마뿔딱총새우속는 300마리가 넘는 마치 벌이나 개미 같은 군체를 이루어 해면 속에 서식한다. 이들 모두는 큰 암컷 한 마리(여왕)와 수컷 한 마리의 자손으로 자손은 어린 개체들을 돌보는 일개미같은 역할을 하는 딱총새우들과 거대한 발톱으로 해면 주변과 해면 내부를 배회하며 군체와 여왕 딱총새우를 보호하려는 병정개미같은 역할을 하는 딱총새우들로 나뉜다.
딱총새우 종은 다른 짝을 찾지않고 교미 후에도 같은 짝을 유지하므로 일부일처제입니다.일부 딱총새우 종의 대부분의 암컷은 짝짓기에 취약하다.어린 암컷은 탈피 직전(탈피 전 단계)이나 사춘기 탈피 후에 수컷을 수용하게 되어 생리적으로 성숙하고 형태적으로 알 덩어리를 운반할 수 있게 된다.탈피 중에 수컷이 있는 것은 암컷이 좀 더 안전하게 해준다.탈피 후에 몸이 말랑할 동안 수컷을 찾으려고 하면 암컷이 치명적인 위험에 처하게 되기 때문이다.짝은 덩치가 더 큰 파트너와 함께 있을 때 더 안전하다.보통 큰 딱총새우가 가장 안전하고 잘 보호해준다.딱총새우들은 짝을 지키는 것을 연습하여 짝 경쟁이 줄어들고 파트너 간의 유대감이 형성된다.수컷과 암컷은 영역과 새끼를 보호하기 위해 은신처를 방어한다. 딱총새우의 유생은 다른 새우와 다를것 없이 노 플리우스 유생 , 조에아 , 유생 후 단계의 세 단계로 발달한다.

## 하위 속
- 딱총새우속

## 같이 보기
- 딱총새우상과